# Bristol 408

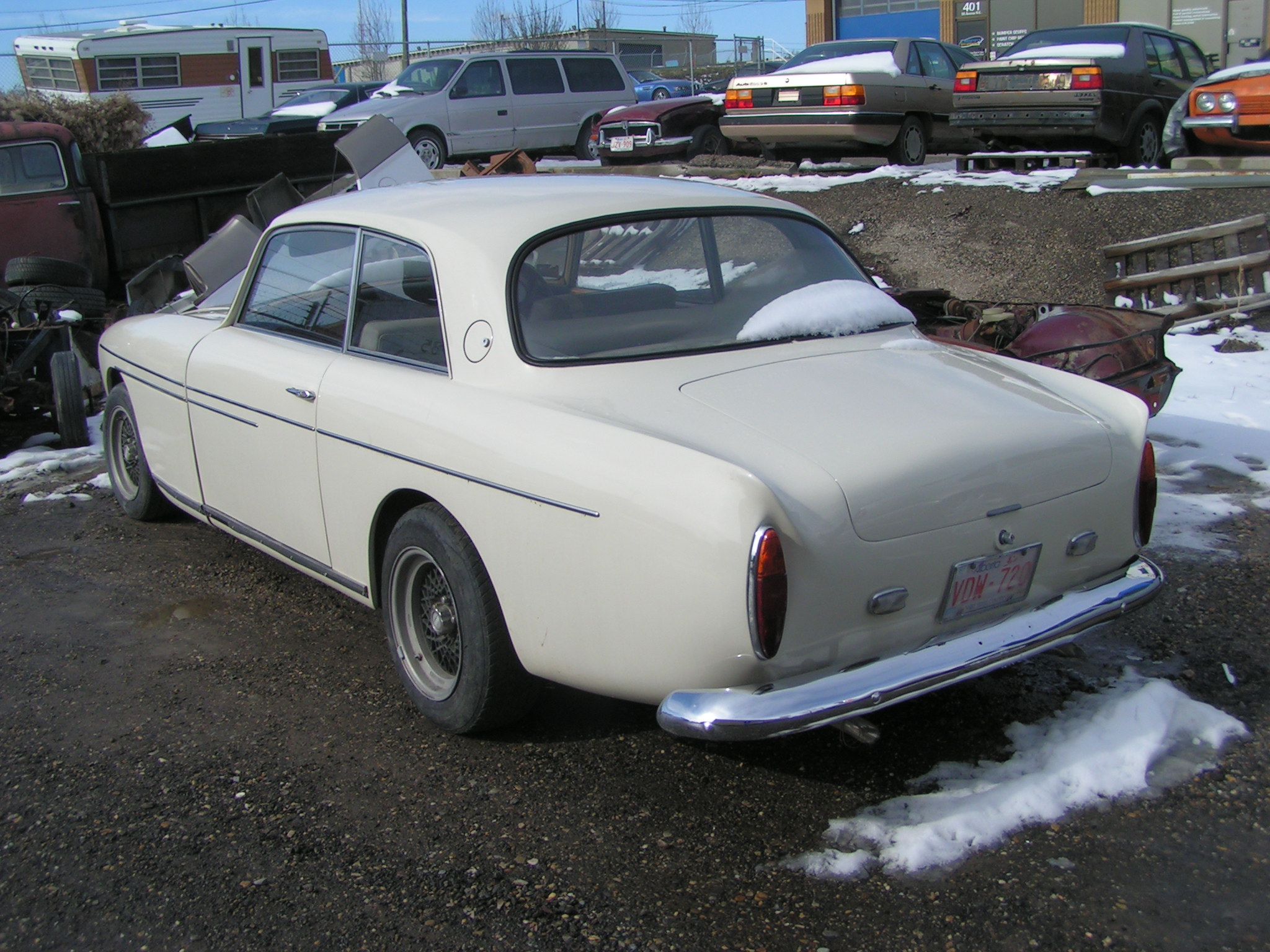
Rückwärtige Ansicht des Bristol 408

Der Bristol 408 war eine zweitürige Limousine, die der britische Automobilhersteller Bristol Cars Ltd. zwischen 1963 und 1965 in geringen Stückzahlen herstellte. Er war der Nachfolger des Bristol 407.

## Modellgeschichte
Der im September 1963 anlässlich der Earls Court Motorshow vorgestellte Bristol 408 basierte weitgehend auf dem Vorgängermodell, von dem er sich nur in Designdetails unterschied. Mit der ab 1964 vorgestellten Serie 2 hielten dann auch technische Neuerungen Einzug.
Die Karosserie des 408 basierte weiterhin auf dem vor sechs Jahren beim 406 vorgestellten Entwurf von Dudley Hobbs. Aus finanziellen Gründen kam ein vollständiger Neuentwurf nicht in Betracht; Hobbs musste sich daher beim 408 auf einfach umzusetzende Modifikationen beschränken. Der 408 erhielt eine vollständig neue, niedrigere Frontpartie, die nunmehr zwei zurückversetzte Hauptscheinwerfer, eine abgesenkte Motorhaube sowie einen großen, breiten Kühlergrill trug, in den zwei Zusatzscheinwerfer eingelassen waren. Die im Vergleich zum Vorgänger größere Kühleröffnung verbesserte das thermische Verhalten des Motors. An der Heckpartie waren die seit dem Bristol 406 verwendeten Rundleuchten durch längliche, aufrecht stehende Einheiten ersetzt worden, die einem älteren Humber Sceptre entliehen worden waren. Zugleich wurde die Wölbung des Dachs reduziert, sodass der Wagen insgesamt geringfügig niedriger war als der 407. Neu war außerdem eine zweite Zierleiste im Bereich der vorderen Kotflügel.
Die Antriebstechnik blieb unverändert. Bristol verwendete weiterhin einen stark individualisierten Achtzylindermotor von Chrysler. Fahrwerksseitig erhielt der 408 für die Hinterachse Teleskop-Stoßdämpfer von Armstrong, die vom Fahrer über eine Vorrichtung am Armaturenbrett individuell einstellbar waren und das Niveau des Fahrzeugs bei unterschiedlicher Beladung des Kofferraums gleichmäßig halten sollten. 
Der 408 entstand in zwei Serien, die sich in technischen Details voneinander unterschieden:
- Die erste, von 1963 bis 1964 produzierte Serie entsprach antriebsseitig vollständig dem 407. Wie dieser, verwendeten sie einen Chysler-Motor mit 5130 cm³ Hubraum, der mit einer herkömmlichen Torqueflite-Automatik verbunden war. Die Leistung des Motors wurde mit 250 PS angegeben. Die Höchstgeschwindigkeit betrug laut Werksangabe 196 km/h (122 m.p.h.), während das Magazin Car Illustrated bei einem Test einen Wert von 206 km/h ermittelte.[2]

- Im Herbst 1964 wurde der 408 Mk. 2 vorgestellt. Er erhielt einen überarbeiteten Motor, dessen Hubraum geringfügig auf 5221 cm³ erhöht worden war. Zugleich war die Leistung gestiegen. Auch das Automatikgetriebe war neu. Es war leichter und wies eine modifizierte Übersetzung auf. Sie ermöglichte es Bristol, eine höhere Hinterachsübersetzung zu wählen. Die Fahrleistungen änderten sich dadurch nicht; allerdings konnte das Drehzahlniveau abgesenkt werden, sodass sich u. a. der Verbrauch reduzierte.[3]

## Rezeption auf dem Markt
Der Bristol 408 hatte sich gegen einige Fahrzeuge durchzusetzen, die nach ähnlichem Muster konzipiert worden waren. Seine Stärke war eine tadellose Verarbeitung und sehr gute Fahreigenschaften. Seine Besonderheit lag in seinem konservativen Auftritt, durch den er sich von seinen Konkurrenten unterschied. Seine Fahrleistungen entsprachen durchaus denen etablierter Sportwagen; ein britischer Test aus dem Jahr 1964 wies darauf hin, dass der Bristol 408 einen Ferrari 250 GT 2+2 bei der Beschleunigung über eine Viertelmeile hinter sich lassen könne.

## Verbreitung
Bristol Cars veröffentlichte – wie üblich – keine Produktionszahlen für den 408. Die Angaben in der Literatur schwanken stark. Der Journalist L. J. K. Setright, seit Jahrzehnten Markenchronist, ging von etwa 80 Exemplaren aus, eine amerikanische Publikation behauptet dagegen, in zwei Jahren seien 280 Fahrzeuge vom Typ 408 hergestellt worden. 
Anders als beim Bristol 406 und 407, gab es vom neuen 408 keine Sonderkarosserien von Zagato oder anderen Herstellern mehr. Der Bristol 408 wurde im September 1965 durch den Bristol 409 abgelöst.